# Daydi qizning daftari
Daydi qizning daftari' es una serie de televisión de drama uzbek creada por Umid Husanov con Donyor Agzamov como showrunning para Fox Music Cinema. La serie está protagonizada por Jayrona Hasanova, Aziz Umrzoqov, Fotima Berdiyeva, Aźisa Radjabova , marcando su primer papel protagónico en televisión. En 2020, la serie basada en "El diario de una niña" de Ana Frank comenzó a filmarse y se estrenó en 2021. Todas las series fueron filmadas en Uzbekistán y Turquía.  Esta serie fue filmada de acuerdo con la mentalidad de los uzbekos.
Sin embargo, debido a la pandemia, en nuestro país se instaló un pabellón especial para la fotografía, que trató de reflejar la vida de la gente común.
Debido a la pandemia COVID-19, la fecha de estreno se ha acelerado. Debido a la pandemia en Uzbekistán, los días de estreno se han acelerado para permitir que las personas transmitan la serie más rápido.

## Trama
,,El libro de la vagabunda " no es una serie de juegos románticos y la tavfsilotik de la vida de los criminales, sino el sufrimiento de una vida amarga, la interpretación de las contradicciones entre Satanás y el Misericordioso. El protagonista de la serie trata sobre el amargo destino de la suposición. En algunos casos, una niña adulta que ve al mono a su alrededor es engañada por su padrastro Dogi en el futuro, todo esto desde la infancia, la fiesta. Su vida se hundirá en el pantano, cuando su madre encuentre un mensaje suyo, matará a su Don y también se suicidará. Por sí mismo, comenzó a luchar por Thronemina en el futuro, esta melena negra elegida experimentará mucho, a juzgar por los unkurts, la bondad puesta en el dinero, la infidelidad.

## Creación
El rodaje de la serie se confió a la compañía de la serie "Fox Music Cinema". Las figuras culturales más famosas de Uzbekistán actuaron como actores.
En septiembre de 2020, Taskent organizó una conferencia de artistas dedicada a las actividades de la serie "Daydi qizning daftari" antes de la serie "Daydi qizning daftari". En esta reunión, las conversaciones sobre la serie se discutieron con los actores, quienes tuvieron una comprensión más profunda de la idea de la serie y leyeron el guion.
Uzbekistán guionistas, dramaturgos y actores fueron invitados a la conferencia. Se explicó la idea de la serie "Conflicto" a los actores y actores de la serie, las escenas y la interpretación de los hechos, el verdadero propósito de la serie.
El rodaje de la Serie de televisión "Contradiction" fue confiado a la compañía cinematográfica "Fox Music Cinema". Famosos Uzbekistán actores fueron invitados a participar en la serie. También puedes ver caras nuevas en esta serie. Los actores interpretaron sus papeles de manera muy convincente.
El estudio Fox Music Cinema cubre un área de 5.500 metros cuadrados, la serie se filmó en 7 casas de 5,5 metros y se construyeron 25 casas pequeñas para esta serie.

## Elenco
- Jayrona Hasanova: Jasmina
- Aziz Umrzoqov: Doni
- Fotima Berdiyeva: Madina
- Azisa Radjabova: Aziza
- Mashxura Zulfuqorova:Xurshida
- Dilfuza Mamashova: Suroyyo
- Fotima Berdiyeva:  Taxmina
- Bekzod Sheymatov: Sobr
- Nozim To’laxojayev: Tastam
- O’tkir Mengliyev: Xalid
- Temur Kubayev: Akmal
- Navroz Jumayev: Jurnalist
- Xurshid To’xtayev: Mumtoz
- Boyir Xolmirzayev: Sodir
- Muhammadali Abduqunduzov:?
- Gavhar Zokirov: Bonu
- Mehriddin Rahmatov: Sunnatov
- Umid Husanov: Tohr
- Ruslan Yarov: Sanjar

## Premios y nominaciones
- La mejor serie de 2021.
- El mejor trabajo de producción de 2021.
- El mejor goya de 2021.
- El mejor trabajo de composición de 2021

## Banda sonora
Director de sonido Donyor Agzamov. Diseño de sonido Donyor Agzamov. Complejo de postproducción de sonido CineLab. Dolby Digital 5.1

### Música
La música de la película "Daydi qizning daftari" fue escrita por Doniyor Agzamov.
Daniyor Agzamov fue contratado para componer la banda sonora original y la partitura de "Daydi qizning daftari".